# Frithjof Olsen
Frithjof Olsen (Drammen, 30 de novembro de 1883 — Oslo, 22 de fevereiro de 1922) foi um ginasta norueguês que competiu em provas de ginástica artística. 
Olsen é o detentor de duas medalhas olímpicas, conquistadas em duas diferentes edições. Em 1906, foi o vencedor da prova por equipes da ginástica, nos Jogos Intercalados. Nas Olimpíadas de Londres, em 1908, competiu como ginasta na prova coletiva. Ao lado de outros 29 companheiros, conquistou a medalha de prata, após superar a nação da Finlândia e encerrar atrás da seleção sueca. Quatro anos mais tarde, em Estocolmo, saiu-se medalhista de bronze na prova por equipes do sistema sueco, cuja nação campeã foi a da Suécia.